# 野村祐一
野村 祐一（のむら ゆういち）は、石川県金沢市出身の脚本家。日本脚本家連盟会員。

## 来歴
東洋大学文学部印度哲学科卒業。高校時代から演劇活動に従事し、2002年にテレビアニメ『OVERMANキングゲイナー』にて初めてアニメ脚本を手がける。現在は主にアニメの脚本家として活動。参加している作品のほとんどはサンライズ系列。

## 主な作品

### テレビアニメ
2002年
- OVERMANキングゲイナー
- 機動戦士ガンダムSEED

2004年
- 絢爛舞踏祭 ザ・マーズ・デイブレイク
- エリア88
- 機動戦士ガンダムSEED DESTINY

2005年
- 交響詩篇エウレカセブン

2006年
- CLUSTER EDGE

2007年
- コードギアス 反逆のルルーシュ
- DARKER THAN BLACK -黒の契約者-

2009年
- バトルスピリッツ 少年突破バシン
- 宇宙をかける少女

2010年
- 閃光のナイトレイド

2011年
- ファイ・ブレイン 神のパズル

2012年
- 輪廻のラグランジェ

2014年
- バディ・コンプレックス
- アイカツ!
- テンカイナイト
- ワールドトリガー

2015年
- コメット・ルシファー（原案・シリーズ構成）

2017年
- アイカツスターズ!

2018年
- アイカツフレンズ!
- ガンダムビルドダイバーズ
- ゲゲゲの鬼太郎 第6シリーズ

2019年
- キャロル&チューズデイ
- 少年アシベ GO! GO! ゴマちゃん

2020年
- 遊☆戯☆王SEVENS（ - 2021年）

2021年
- アイカツプラネット!

2022年
- 遊☆戯☆王ゴーラッシュ!!

### OVA
2007年
- FREEDOM（第5巻脚本・ストーリー協力）

2012年
- コードギアス 反逆のルルーシュ ナナリーinワンダーランド

### Webアニメ
2008年
- 亡念のザムド（PlayStation Store、メインライター）※清水恵と連名

2018年
- A.I.C.O. Incarnation（Netflixオリジナル、シリーズ構成）